# Valentin-napi mészárlás
A Valentin-napi mészárlás (régebben Bálint-napi vérfürdő, Saint Valentine's Day Massacre) az amerikai gengsztervilág egyik leghírhedtebb maffialeszámolása volt, Chicagóban, 1929. február 14-én. Ez az esemény lett a szesztilalom és a chicagói alvilági harcok egyik jelképe.

## Előzményei
A Valentin-napi mészárlás tágabb előzményének a szesztilalom, illetve az amerikai maffia megerősödése köthető. 1920. január 16-án életbe lépett Andrew Volstead javaslatára az Amerikai Egyesült Államokban a 18. alkotmánymódosítás, amely az egész államszövetség területén megtiltotta az alkohol előállítását, forgalmazását és behozatalát. Az alkoholfogyasztás azonban nem szűnt meg, csak bizonyos csoportok, így többek között az Al Capone nevével fémjelzett csoport kezébe került. A maffiatevékenységeket az 1920-as évekig viszonylag kordában tudta tartani a rendőrség, ám az alkoholtilalom bevezetése miatt bizonyos területeken kicsúszott a kezükből az irányítás. Ennek oka, hogy a bűnözői csoportok a társadalom részéről is jelentős támogatást kaptak, lévén az emberek többsége (Volstead és más politikusok várakozásával ellentétben) nem akarta elfogadni a törvényt és nagy mennyiségben vásárolták az illegálisan forgalmazott szeszt, a hatóságokat pedig nem segítették a bűnmegelőzésben.
Chicagóban az 1920-as évek végén több egymással rivalizáló bűnözői csoport tevékenykedett. Al Caponénak a legtöbbet sikerült felszámolnia, lényegileg egy nagyobb - független - csoport maradt, az úgynevezett "Északi oldali banda", melynek vezetője az ír-lengyel származású George "Bugs" Moran maradt talpon.

## Okok

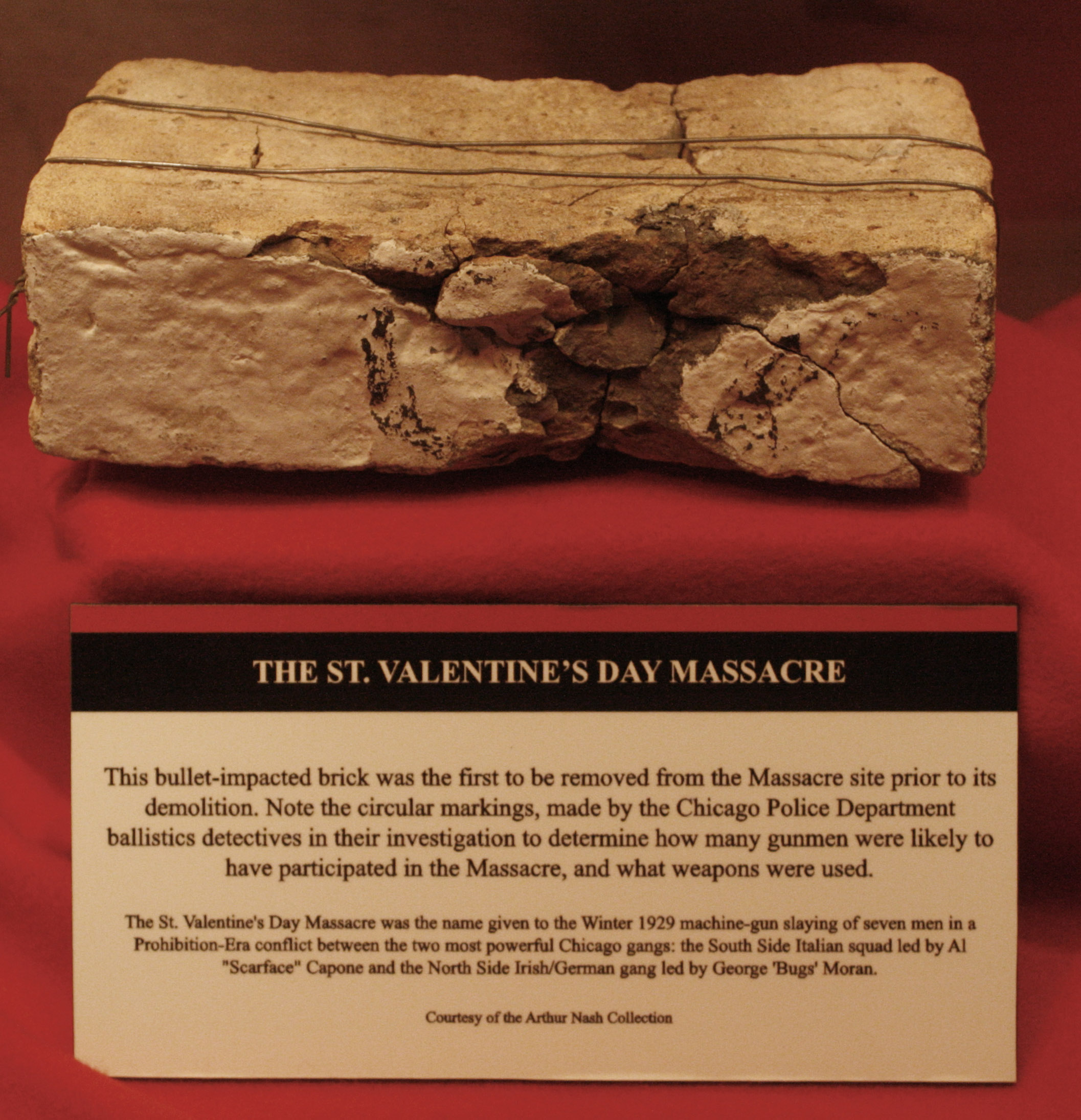
Ez a tégla volt az első, melyet a mészárlás helyszínévé lett épület bontásakor eltávolítottak a falból. A téglán látható a golyó ütötte nyom és a kör, mellyel a chicagói rendőrség nyomozói jelölték meg, mikor azt próbálták kideríteni, hányan vettek részt a mészárlásban és milyen fegyvereket használtak.

Magát a mészárlást kiváltó ok nem ismert, de a legtöbb történetíró szerint az alábbi történhetett: Chicagóban a déli oldali, elsődlegesen az olasz bevándorlókhoz köthető maffia, melynek Al Capone volt a vezetője gyakorlatilag 1925 óta, és az Északi oldali banda Bugs Moran vezetésével, már régóta csatázott az illegális szeszpiac és a területek felosztásáért. Egyes feltételezések szerint a leszámolásban közreműködtek egy, az „Egan Patkányai” névre hallgató ír banda tagjai is. Ők Al Capone támogatói voltak, s sok esetben részt is vettek az akcióiban. Egy másik teória szerint a detroiti Purple Gang, azaz a Bíbor Banda csalhatta Moran embereit a raktárba, ahol végül lelőtték őket. Ezt a verziót sokkal kevesebb tény támasztja alá.
Az bizonyítható, hogy Al Capone rendelte el a kivégzést, amelynek célpontja Bugs Moran volt. Moran bandája ugyanis korábban Al Caponéék főhadiszállására eresztett gépfegyversorozatot. A Moran ellen kitervelt merénylet konkrét ötletadója a Caponéhoz közelálló Jack McGurn (születési nevén: Vincenzo Antonio Gebardi) volt. A Valentin-napi mészárlás egyik célja a megtorlás volt, mert Moran emberei, Peter és Frank Gusenberg 1929 első napjaiban sikertelenül megpróbálták meggyilkolni McGurnt, valamint, hogy az Északi oldali banda állt két emberük, Pasqualino "Patsy" Lolordo és Antonio "Kolbász" Lombardo meggyilkolása mögött.
Maga Al Capone Valentin-nap előtt Floridába, az ottani luxusvillájába utazott, hogy semmiképpen ne lehessen gyanúsított az ügyben.

## A mészárlás
1929. február 14-én rendőri igazoltatás ürügyén a chicagói 2122 North Clark Street épület garázsában két rendőrruhába öltözött személy hét főt a falhoz állított. Velük volt két civil ruhába öltözött személy is. Miközben a falhoz állított személyek a rendőri intézkedést várták, géppisztollyal kivégezték őket. Megölték az északi banda öt tagját, a bűnszervezethez csak lazán kapcsolódó egy embert és egy szerelőt, aki a bandának dolgozott.
A művelet után – mintha rendőri intézkedés történt volna – a két civilt hátukhoz szorított géppisztollyal a két rendőr kikísérte a garázsból és eltűntek. A támadók Thompson-géppisztolyt használtak, melyekkel megközelítőleg 70 lövést adtak le. A hét áldozat közül hat azonnal meghalt, egy pedig pár órával később halt bele sérüléseibe.

## Áldozatok
- Peter Gusenberg, Moran-banda német származású fő pénzbehajtója és zsarolója, védelmi pénzeket beszedő embere, Frank Gusenberg testvére
- Frank Gusenberg, Moran-banda fő pénzbehajtója és zsarolója, védelmi pénzeket beszedő embere, Peter Gusenberg testvére. A rendőrök megérkezésekor még élt, de azt mondta a rendőröknek, hogy "senki nem lőtt meg engem". Három órával később a kórházban halt meg.
- Albert Kachellek (alias "James Clark"), Moran-banda korábbi második embere, lengyel származású, aki a gyilkosság idején már visszavonult, és nem volt aktív tagja az "északi oldaliaknak", viszont véletlenül a helyszínen tartózkodott.
- Adam Heyer, könyvelő és Moran üzleti ügyeinek intézője.
- Reinhardt Schwimmer, szintén német származású, volt optikus, sikertelen szerencsejátékos
- Albert Weinshank, úgyszintén német, Moran végrehajtó embere, aki hasonlított Moranra, s ez a hasonlóság megtévesztette a gyilkosokat
- John May, autószerelő, aki nem volt a banda tagja, néha besegített nekik, de gyakorlatilag vétlen áldozat volt.

## Következmények
Bár a nyomozás elindult, de gyakorlatilag sikertelen volt. Először azt kellett bizonyítani, hogy biztosan nem rendőrök követték el a merényletet. Ezt végül az orvosszakértő bebizonyította. Ezután a rendőrség Purple Gang tagjait kezdte üldözni, mivel feltételezte, hogy közük van a gyilkossághoz. A gyilkos fegyvereket az Egan Patkányai banda tagjaihoz köthető helyen találták meg. A nyomozás közben és közvetlenül utána is számos gengszter halt meg, így ma már alig-alig rekonstruálható, mi történhetett valójában. A szálak azonban egyértelműen Al Capone embereihez vezettek.
A merénylet egyik félnek se lett siker. Mind Moran, mind Al Capone pozíciói véglegesen meggyengültek. Al Capone páriává vált Chicago-ban, így rövidesen - saját biztonsága okán - Philadelphiában, mondva csinált indokokkal rövid börtönbüntetést vállalt. A közvélemény is ellene hangolódott, mivel a Valentin-nap már akkoriban is a szerelmesek ünnepe volt, Chicagóban pedig mindezt egy ilyen mészárlás árnyékolta be.
Nem sokkal később Caponéra rászállt az FBI. 1931-ben adóelkerülés, adócsalás miatt ítélték el Al Caponét, akit börtönbe is zártak. Az adócsalásért Capone viszonylag szokatlanul magas, 11 éves börtönbüntetést kapott, kétségtelenül azért, hogy a lehetőségekhez mérten, hosszú időre eltávolítsák a színről a számtalan gyilkosság és más törvénybe ütköző dolgok miatt, minthogy közismert volt róla, hogy a legfőbb maffiafőnök. Az esetleges tényleges felbujtót, Jack McGurnt 1936. február 15-én gyilkolták meg.

## Érdekességek
A Valentin-napi mészárlásra sok tekintetben hasonlít az 1999-es szlovákiai dunaszerdahelyi vérengzés. Egy helyi magyar bűnbandának, a Pápay-klánnak 10 tagját végezték ki egy szórakozóhelyen a rivális Sátor-banda emberei. A bűnözők rendőrségi kommandósoknak öltözve hatoltak be, az ott tartózkodókat a földre kényszerítették, majd automata gépfegyverekkel kivégezték őket. A szlovák rendőrség mintegy két évtizedig nem tudta felgöngyölíteni az ügyet.